# Remparts de Québec
Remparts de Québec är ett kanadensiskt proffsjuniorishockeylag som spelar i Ligue de hockey junior majeur du Québec (LHJMQ) sedan 1997, dock med två upplagor av Remparts. Det första Remparts de Québec var aktiva när det grundades för första gången 1969 och till 1985 när det lades på is, tre år senare återuppstod laget som Collège Français de Longueuil med utgångsort i Longueuil. Det varade dock bara tre år innan de flyttade till Verdún och fick namnet Collège Français de Verdun, laget upphörde att existera 1994. Den nuvarande upplagan av Remparts har sitt ursprung från Harfangs de Beauport som anslöt sig till LHJMQ 1990 och sju år senare blev de uppköpta av den kanadensiska målvaktslegendaren Patrick Roy tillsammans med affärsmännen Michel Cadrin och Jacques Tanguay för C$2 miljoner. De valde att flytta Harfangs från Beauport, tillbaka till Québec och med syftet låta Remparts de Québec återuppstå. Den 14 november 2014 köpte det kanadensiska medieföretaget Québecor inc. Remparts från delägarna André Desmarais, Roy och Tanguay för uppemot C$25 miljoner. Québecor inc. hade 2011 köpt bland annat facility management-rättigheterna till inomhusarenan Centre Vidéotron och ville ha dit en permanent hyresgäst, för att kunna fylla den reguljärt och generera intäkter. Laget flyttades dit till säsongen 2015-2016.
Remparts har vunnit sex Trophée Jean Rougeau (1969–1970, 1970–1971, 1972–1973, 1976–1977, 1997–1998, 1998–1999), som delas ut till det lag som vinner grundserien, och fem Coupe du Président (1969–1970, 1970–1971, 1972–1973, 1973–1974, 1975–1976)., som delas ut till vinnaren av slutspelet. De har också vunnit 1971 respektive 2006 års Memorial Cup, CHL:s slutspel mellan säsongens mästare i LHJMQ, OHL och WHL samt ett värdlag.

## Spelare
Ett urval av spelare som har spelat för Remparts.
| Första upplagan - Guy Chouinard - Réal Cloutier - Sylvain Côté - André Doré - Gaétan Duchesne - Michel Goulet - Guy Lafleur - Pierre Larouche - Kevin Lowe - Mario Marois - Dave Pichette - Jacques Richard - Normand Rochefort - André Savard | Andra upplagan - Ryan Bourque - Éric Chouinard - Jean-Philippe Côté - Cédrick Desjardins - Anthony Duclair - Adam Erne - Simon Gagné - Alexandre Grenier - Michail Grigorenko - Josh Hennessy - Aaron Johnson - Kristián Kudroč - Nikita Kutjerov - Pierre-Cédric Labrie - Jonathan Marchessault - Kevin Marshall - Drew Paris - Aleksandr Radulov - Mike Ribeiro - Alexandre Rouleau - Logan Shaw - Jordan Smotherman - Nick Sörensen - Kelsey Tessier - Dmytro Timasjov - Antoine Vermette - Marc-Édouard Vlasic |